# Rift (álbum)
Rift es el sexto álbum de estudio de la banda de rock estadounidense Phish. Es el segundo álbum conceptual de la banda, cuyo narrado está soñando con la ruptura de su relación con su novia. Grabado entre septiembre y octubre de 1992 y producido por el veterano músico Barry Beckett, fue lanzado por Elektra Records el 2 de febrero de 1993. La portada fue creada por el pintor de Nueva York David Welker, quién trabajó de cerca con la banda durante el invierno de 1993 para representar cada pista del álbum, a excepción de "The Horse." (por esta razón, aparece intencionadamente un caballo en la portada del siguiente álbum de Phish Hoist). La revista Relix listó a la portada de "Rift" como una de las más influyentes de todos los tiempos en 2007. 
El álbum recibió la certificación de oro por la Recording Industry Association of America el 15 de octubre de 1997.

## Lista de canciones
1. "Rift" (Anastasio, Marshall) - 6:13
2. "Fast Enough for You" (Anastasio, Marshall) - 4:51
3. "Lengthwise" (Fishman) - 1:19
4. "Maze" (Anastasio, Marshall) - 8:13
5. "Sparkle" (Anastasio, Marshall) - 3:54
6. "Horn" (Anastasio, Marshall) - 3:37
7. "The Wedge" (Anastasio, Marshall) - 4:07
8. "My Friend, My Friend" (Anastasio, Marshall) - 6:09
9. "Weigh" (Gordon) - 5:08
10. "All Things Reconsidered" (Anastasio, Marshall) - 2:32
11. "Mound" (Gordon) - 6:02
12. "It's Ice" (Anastasio, Marshall) - 8:14
13. "Lengthwise" (Fishman) - 0:34
14. "The Horse" (Anastasio, Marshall) - 1:23
15. "Silent in the Morning" (Anastasio, Marshall) - 5:28

## Personal
Phish
Trey Anastasio - guitarra, voz
Page McConnell - teclados, voz
Mike Gordon - bajo, voz
Jon Fishman - batería, voz

### Producción
- Ingeniería de Kevin Halpin, asistido por Jon Altschiller
- Mezlado por Justin Niebank, asistido por Mark Nevess
- Ingeniero de la grabación - Pete Greene, asistido por Greg Parker
- Masterizado por Bob Ludwig en Masterdisk
- Todas las canciones publicadas por Who Is She? Music, BMI
- Pedal steel en "Fast Enough For You" - Gordon Stone

- Ilustraciones - David Welker
- Fotografía - David Gahr
- Diseño - Mike Mills